# Syrnolopsis
Syrnolopsis là một chi động vật chân bụng trong họ Thiaridae. 
Nó gồm các loài:
- Syrnolopsis gracilis
- Syrnolopsis lacustris
- Syrnolopsis minuta